# فرانك ماكمانوس
فرانك ماكمانوس (بالإنجليزية: Frank McManus)‏ هو سياسي أسترالي، ولد في 27 فبراير 1905 في أستراليا، وتوفي في 28 ديسمبر 1983 في ملبورن في أستراليا. حزبياً، نشط في Democratic Labour Party (Australia, 1978) ‏. وقد انتخب عضو مجلس الشيوخ الأسترالي ‏ عن دائرة فيكتوريا (1 يوليو 1965 – 18 مايو 1974) وانتخب عضو مجلس الشيوخ الأسترالي ‏ عن دائرة فيكتوريا (1 يوليو 1956 – 30 يونيو 1962).